# Raffay Nepomuk János
Raffay Nepomuk János (Verebély, 1799. október 16. – Kolozsvár, 1873. október 11.) piarista szerzetes, tanár.

## Élete
1816. október 11-én lépett a rendbe és 1822. október 21-én szentelték miséspappá. 1819-ben Kalocsán a grammatikai osztály tanára volt, 1820-1821-ben Vácon bölcseletet, 1822-1823-ban Nyitrán és Szentgyörgyön teológiát tanult, 1824-ben Vácon a grammatikai osztály tanára, 1825-től 1828-ig Pesten elemi iskolai tanító, majd gimnáziumi tanár lett: 1829-ben Léván, 1830-ban Temesvárott. 1831-től 1842-ig elemi iskolai tanító Pesten, 1843-1844-ben Podolinban ismét gimnáziumi tanár, 1845-től 1847-ig Pesten elemi iskolai tanító, 1848-ban Veszprémben a humaniorák tanára, 1849-ben Kalocsán házfőnök és igazgató, 1850-ben Pesten vicerektor, 1851-ben Szegeden a latin és német nyelv, illetve irodalom tanára, 1852-től 1873-ig Kolozsvárt elemi iskolai igazgató és hitoktató; 1855-ben kapta a koronás arany érdemkeresztet. 1862-től egyszersmind károlyfehérvári szentszéki ülnök. 1869-től püspöki biztos az óvodánál és az Auguszta-intézetnél. 1872-ben a Ferenc József-rend lovagja lett.

## Műve
- Kérdezősködve vezető. A polgári életben szükséges iratok készítésére a nemzeti iskoláknak szánta. Buda, 1844